# Бреннан, Скотт
Скотт Бреннан (англ. Scott Brennan; 9 января 1983, Хобарт) — австралийский спортсмен, Олимпийский чемпион в академической гребле (двойка) 2008 года. 

## Карьера
На молодёжном уровне Бреннан выиграл серебро в одиночке на чемпионате мира среди юниоров 2001 года и стал первым австралийцем, который выиграл золото в одиночке на чемпионате мира до 23 лет в 2003 году. На чемпионате мира по гребле в 2004 году он выиграл золото в четверке. Вместе со своим давним партнером по гребле Дэвидом Кроушеем Бреннан выиграл множество национальных титулов во всех классах по гребле на чемпионате Австралии по гребле.
Первый австралийский олимпийский отбор Бреннана был на Афинах 2004 года, когда он греб в австралийской четверке, который выиграл свой финал B. Вместе с Дэвидом Кроушеем Бреннан выиграл золотую медаль в мужском двойке на летних Олимпийских играх 2008 года в Пекине. В марте 2012 года был выбран для защиты своего олимпийского титула в мужской двойке с Кроушеем на летних Олимпийских играх 2012 года. После многообещающего начала кампании с серебряной медалью на Кубке мира в Люцерне Бреннан получил травму спины непосредственно перед играми, но несмотря на это, занял второе место в финале B, заняв итоговое восьмое место. Он не смог оправиться от этой травмы, несмотря на два года интенсивной реабилитации, и в 2015 году ушел из спорта, чтобы продолжить карьеру в медицине.

## Личная жизнь
Изучал медицину в Университете Тасмании и закончил в 2007 году с отличием. 30 декабря 2015 года он женился на олимпийской чемпионке по гребле (одиночки) Ким Кроу в Хобарте. В январе 2018 года было объявлено, что пара ожидает своего первого ребёнка. 